# TM-41
TM-41 (ros. ТМ-41) – sowiecka przeciwgąsienicowa mina przeciwpancerna pochodząca z początkowego okresu II wojny światowej.
Mina TM-41 miała cylindryczny korpus z blachy stalowej. Wewnątrz korpusu znajdował się ładunek 4 kg trotylu. W centralnej części pokrywy znajdował się wykręcany korek zaślepiający otwór, w który wkręcany był zapalnik MW-5 z zapałem MD-2.